# Ентоні Іден
Сер Ентоні Іден (англ. Sir Anthony Eden, 12 червня 1897 — 14 січня 1977; з 1961 пер та 1-й граф Ейвонський, англ. 1st Earl of Avon) — британський державний діяч, консерватор, у 1935–1938 роках (кабінет Болдвіна) та у 1940–1945 (військовий уряд Черчилля) міністр закордонних справ, у 1955–1957 роках 64-й глава уряду, після того, як переміг на парламентських виборах у травні 1955 року. Він одним з перших розповів усьому світу про плани нацистів знищити всіх європейських євреїв. Саме йому належить заслуга з порятунку кількох сотень тисяч євреїв від Голокосту.
Під час прем'єрства Черчилля Іден вважався його наступником, проте проявив себе, перш за все, як міністр закордонних справ під час війни. Його прем'єрство виявилося короткочасним та невдалим (Суецька криза у 1956 році, що закінчилася для Великої Британії катастрофічно). Йому довелося піти у відставку після масових виступів населення та поступитися лідерством у партії Макміллану).

## Раннє життя

### Школа
Іден здобув освіту в двох незалежних школах. З 1907 по 1910 рік він навчався у школі Сандройд у Вілтширі, де він відмінно володів мовами.  Потім у січні 1911 року він почав навчатися в Ітонському коледжі .  Там він виграв премію Божественності та відзначився в крикеті, регбі та веслуванні, вигравши кольори Хауса в останньому.
Іден вивчив французьку та німецьку мови на континентальних канікулах і, як кажуть, у дитинстві розмовляв французькою краще, ніж англійською. Хоча Іден зміг розмовляти з Гітлером німецькою в лютому 1934 року і з прем'єр-міністром Китаю Чоу Ень-Лаєм французькою в Женеві в 1954 році, він вважав за краще, щоб з почуття професіоналізму перекладачі на офіційних зустрічах.
Хоча пізніше Іден стверджував, що не цікавився політикою до початку 1920-х років, його біограф пише, що його підліткові листи та щоденники «по-справжньому оживають лише під час обговорення цієї теми». Він був сильним, прихильником консерваторів, вважаючи свого батька-протекціоніста «дурнем» у листопаді 1912 року за те, що він намагався заблокувати свого дядька, який підтримував вільну торгівлю, від кандидатури в парламент. Він зрадів поразці Чарльза Мастермана на додаткових виборах у травні 1914 року і одного разу здивував свою матір під час подорожі потягом, сказавши їй депутата та розмір його більшості для кожного виборчого округу, через який вони проїжджали.  До 1914 року він був членом Ітонського товариства («Поп»).

### Перша світова війна
Під час Першої світової війни старший брат Ідена, лейтенант Джон Іден, загинув у бою 17 жовтня 1914 року у віці 26 років, коли служив у 12-му (королівському королівському) Лансері . Він похований на цвинтарі Комісії військових могил Співдружності з модрин (вирубка залізниці) у Бельгії.  Його дядько Робін пізніше був збитий і захоплений у полон, коли служив у Королівському льотному корпусі .
Зголосившись добровольцем на службу в британській армії, як і багато інших представників його покоління, Іден служив у 21-му (Yeoman Rifles) батальйоні Королівського стрілецького корпусу (KRRC), підрозділу армії Кітченера, спочатку набраному в основному з сільських робітників графства Дарем, які були дедалі більше замінені лондонцями після втрат на Соммі в середині 1916 року.  2 листопада 1915 року був призначений у звання тимчасового старшого лейтенанта (призначено до 29 вересня 1915 року).  Його батальйон був переведений на Західний фронт 4 травня 1916 року у складі 41-ї дивізії . 31 травня 1916 року молодший брат Ідена, мічман Вільям Ніколас Іден, був убитий у віці 16 років на борту HMS  Indefatigable під час Ютландської битви . Його вшановують на Плімутському морському меморіалі .  Його шурин, лорд Брук, був поранений під час війни.
Однієї літньої ночі 1916 року поблизу Плогштерта Ідену довелося провести невеликий рейд у ворожу траншею, щоб убити або захопити ворожих солдатів, щоб визначити ворожі підрозділи навпроти. Він і його люди були стиснуті на нічійній землі під вогнем ворога, його сержант був важко поранений в ногу. Іден відправив одного чоловіка назад у британські лінії, щоб принести іншого чоловіка та носилки, і він і троє інших понесли пораненого сержанта назад із, як він пізніше сказав у своїх мемуарах, «відчуттям холоду в наших хребтах», невпевненими, чи німці не бачив їх у темряві або по-рицарськи відмовлявся стріляти. Він не згадав, що був нагороджений Військовим хрестом (ВХ) за цей інцидент, про який він мало згадував у своїй політичній кар'єрі. 18 вересня 1916 року, після битви при Флерс-Курселетт (частина битви на Соммі), він написав своїй матері: «Останнім часом я бачив речі, які навряд чи забуду».  3 жовтня він був призначений ад'ютантом у званні тимчасового лейтенанта на час цього призначення. У віці 19 років він був наймолодшим ад'ютантом на Західному фронті.
Іден був внесений у список відзнак дня народження 1917 року.  Його батальйон воював у Мессінес-Рідж у червні 1917 року.  1 липня 1917 року Іден був затверджений як тимчасовий лейтенант, через три дні відмовившись від призначення ад'ютантом.  Його батальйон воював у перші кілька днів Третьої битви за Іпр (31 липня — 4 серпня).  З 20 по 23 вересня 1917 року його батальйон провів кілька днів на береговій обороні на франко-бельгійському кордоні.
19 листопада Іден був переведений до Генерального штабу як офіцер Генерального штабу 3 рангу (GSO3) з тимчасовим званням капітана .  Він служив у штабі Другої армії з середини листопада 1917 року по 8 березня 1918 року, пропустивши службу в Італії (оскільки 41-а дивізія була переведена туди після того, як Друга італійська армія зазнала поразки в битві при Капоретто). Іден повернувся на Західний фронт, оскільки великий німецький наступ був явно неминучим, лише для того, щоб його колишній батальйон був розформований, щоб допомогти полегшити гостру нестачу живої сили британської армії.  ХочаДевід Ллойд Джордж, тодішній британський прем'єр-міністр, був одним із небагатьох політиків, про яких Іден повідомляв, що фронтові солдати висловлюють високу оцінку, він написав своїй сестрі (23 грудня 1917 року) з огидою через його «почекати та побачити» у відмові від продовження строкової служби до Ірландії .
У березні 1918 року, під час весняного наступу Німеччини, він перебував біля Ла-Фер  Уазі, навпроти  Гітлера, як він дізнався на конференції в 1935 році . літака, його супутник сказав йому: «Ось, ви вперше відчули смак наступної війни». 26 травня 1918 року він був призначений бригадним майором 198 — ї піхотної бригади 66 — ї дивізії .  У віці 20 років Іден був наймолодшим бригадним майором британської армії.
Він розглядав можливість балотуватися до парламенту наприкінці війни, але загальні вибори були призначені занадто рано, щоб це стало можливим.  Після перемир'я з Німеччиною він провів зиму 1918—1919 років в Арденнах зі своєю бригадою; 28 березня 1919 року переведений до майора 99-ї піхотної бригади .  Іден збирався подати заявку на отримання комісії в регулярній армії, але це було дуже важко знайти, оскільки армія скорочувалась так швидко. Спочатку він відкинув пропозицію матері навчатися в Оксфорді. Він також відкинув думку стати адвокатом. На даному етапі його кращими альтернативами кар'єри були кандидатури в парламент від єпископа Окленда, на державній службі у Східній Африці або в Міністерстві закордонних справ.  Демобілізувався 13 червня 1919 р.  Зберіг звання капітана.